# Pingasa rubicunda
Pingasa rubicunda là một loài bướm đêm thuộc họ Geometridae. Nó được tìm thấy ở miền bắc Ấn Độ, Sundaland và Philippines.
Ấu trùng ăn các loài the flowers của Shorea.

## Hình ảnh

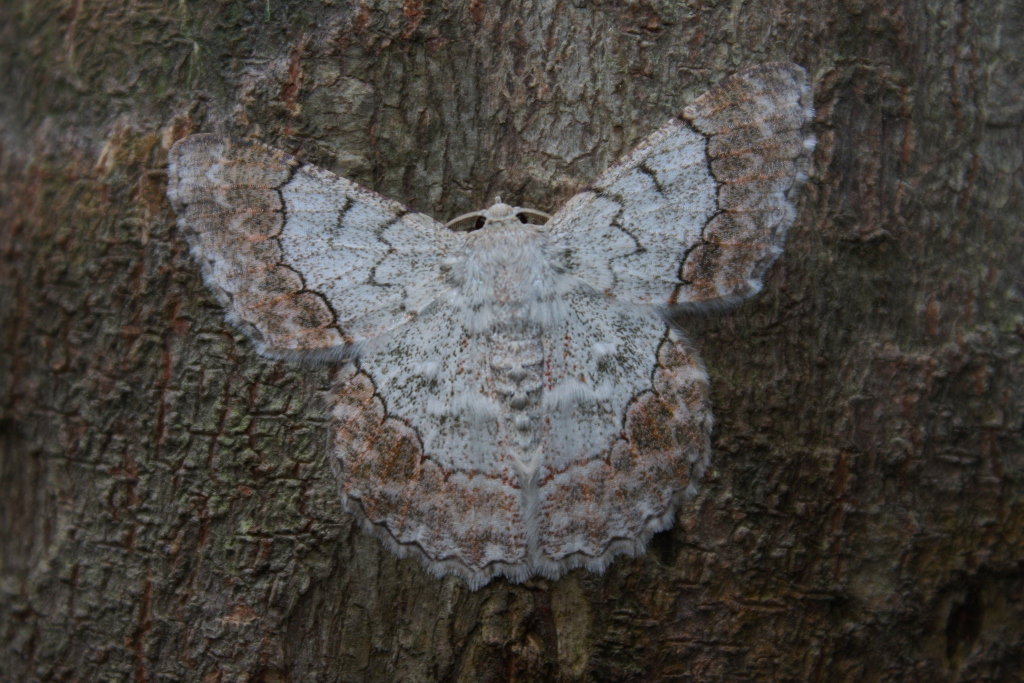